# Rupert Penry-Jones
Rupert William Penry-Jones (Londen, 22 september 1970) is een Brits acteur, bekend door zijn rol als Adam Carter in de Britse televisieserie Spooks.
Zijn vader is acteur Peter Penry-Jones, zijn moeder is actrice Angela Thorne. Zijn broer Laurence Penry-Jones is ook een acteur.  Hij werd opgeleid aan Dulwich College in Londen. In 1995 verscheen hij met zijn moeder op de televisie in Cold Comfort Farm. 
Na een drie jaar durende verloving trouwde hij in 2007 met actrice Dervla Kirwan, met wie hij twee kinderen heeft. Hij en Kirwan stonden samen in een theaterproductie, Dangerous Corner in 2001. Beiden traden op in Casanova in 2005, hoewel ze geen enkele scène deelden.
Penry-Jones werd opgeleid  bij de Bristol Old Vic Theatre School. Hij maakte zijn debuut in Londen in de Hackney Empire in 1995 in een Almeida productie van Hamlet. Hij is bekend door zijn spel in de driedelige detectiveserie Whitechapel. Hij speelde in The Priory in het Royal Court Theatre in Londen van 19 november 2009 tot 2010.
Our House ITV tv serie (2022)

## Filmografie
- The Batman - Burgemeester Don Mitchell Jr. (2022)
- The Last Weekend - Ollie (3 afl., 2012)
- Treasure Island (televisiefilm, 2012) - Squire Trelawney
- Red Tails (2012) - Campbell
- Silk - Advocaat Clive Reader (18 afl., 2011-2014)
- Masterpiece Theatre - Richard Hannay (1 afl., 2010)
- Whitechapel - DI Chandler (18 afl., 2009-2013)
- The 39 Steps (televisiefilm, 2008) - Richard Hannay
- Burn Up (miniserie, 2008) - Tom McConnell
- Joe's Palace (televisiefilm, 2007) - Richard Reece
- Persuasion (televisiefilm, 2007) - Captain Wentworth
- Krakatoa - The Last Days (televisiefilm, 2006) - Willem Beijerinck
- Match Point (2005) - Henry
- Casanova (miniserie, 2005) - Grimani
- Spooks - Adam Carter (41 afl., 2004-2008)
- Agatha Christie's: Poirot - Roddy Winters (Sad Cypress) (1 afl., 2003)
- Cambridge Spies (miniserie, 2003) - Donald Maclean
- The Four Feathers (2002) - Tom Willoughby
- A Family Man (2002) - Tarquin
- Charlotte Gray (2001) - Peter Gregory
- North Square - Alex Hay (10 afl., 2000)
- Virtual Sexuality (1999) - Jake
- The Student Prince (televisiefilm, 1998) - De Prins
- Still Crazy (1998) - Jonge Ray
- Hilary and Jackie (1998) - Piers
- The Tribe (1998) - Dietrich
- The Moth (televisiefilm, 1997) - Stanley Thorman
- Food of Love (1997) - Hoofdkwartier
- Bent (1997) - Wacht op de weg
- Jane Eyre (televisiefilm, 1997) -  St John Rivers
- Faith in the Future - Sam (2 afl., 1996)
- The Ring (televisiefilm, 1996) - Gerhard von Gotthard
- Cold Lazarus (miniserie, 1996) - Politieman / schutter
- Kavanagh QC - Lt Ralph Kinross (1 afl., 1996)
- Absolutely Fabulous – jongen op Party (1 afl., 1995)
- Cold Comfort Farm (televisiefilm, 1995) - Dick Hawk-Monitor
- French and Saunders - Regisseur (1 afl., 1994)
- Fatherland (televisiefilm, 1994) - SS Cadet Hermann Jost
- Black Beauty (1994) - Woest kijkende man